# باربارا بياسيكا جونسون
كانت باربارا يساسيكا جونسون (بالإنجليزية: Barbara Piasecka Johnson)‏ (من مواليد 25 فبراير عام 1937 - والمُتوفاة في 1 أبريل 2013) تعمل في العمل الخيري، جامعة للتحف الفنية.

## حياتها المُبكرة
وُلدت بياسيكا جونسون في ستانيفيتش بالقرب من غرودنو في بولندا ( جمهورية روسيا البيضاء الآن) حيث كان يعمل والدها مزارعًا. تخرّجت جونسون من جامعة فروتسواف بدرجة ماجستير الآداب في تاريخ الفن. غادرت جونسون بولندا في عام 1968 وبحوزتها 100 دولار.

## حياتها المهنية
تم التعاقد مع بياسيكا كطاهية بواسطة إثر أندروود جونسون، ثم زوجة جون سيوارت جونسون الأول. ثم عملت كخادمة لعائلة جونسون.
في إحدى المرات التي نظر أندروود جونسون إلى إعجابه بأحد اللوحات التي اشتراها، قالت بياسيكا بشكل غير عادي أنه دفع مبالغ زائدة عن الحاجة لأنها ليست صورة الأصلية، لكنها صورة لتلميذ الفنان صاحب اللوحة الأصلية وأثبتت ذلك باستخدام التواريخ. صّدم جونسون بمعرفتها وخبرتها، وعينها كمستشارة لمشترياته من الأعمال الفنية. أصبحت جونسون مديرة المعرض الفنية لمجموعة سيوارد جونسون الفنية بعد عام من وفاته.

## حياتها الشخصية
تورّط سيوارد جونسون في علاقة غي شرعية مع بياسيكا جونسون. وفي عام 1971، تزوجا بدون من حضور أي من أبناء جونسون. جاء وفقًا للشهود الذين تم قدمهم أبناء جونسون إلى المحكمة خلال الإجراءات المتعلقة بوصيتهأن بياسيكا جونسون «غالباً ما كانت تُسيئ معاملة والدهم جسديًا وعاطفيًا». ردّت بياسيكا جونسون بأنها كانت زوجة مخلصة لمدة 12 عامًا من الزواج.
كانت بياسيكا هي المستفيد الرئيسي من الوصية وحصلت على الجزء الأكبر من ثروة زوجها بمبلغ يُقدّر بحوالي 400 مليون دولار بعد وفاته في عام 1983 (أي ما يُقدّر بـ 983 مليون دولار في عام 2017). رفع أبناء جونسون الستة الذين استُثنوا من وصية والدهم دعوى قضائية على أساس أن والدهم لم يكن في كامل قواه العقلية في الوقت الذي وقّع فيه الوصية. ذهبت القضية للمحاكمة ولكن تمت تسويتها قبل عودة الحكم، وتم منح الأطفال حوالي 12 ٪ من الثروة، تاركين بياسكا جونسون تسيطر على غالبية الثروة.
أُدرجت بياسيكا جونسون في عام 2007 في قائمة فوربس 400 لأغنلى الأشخاص في العالم حيث بلغت قيمة ثروتها الصافية 2.7 مليار دولار، مما يجعلها أغنى شخص في القرن التاسع عشر. حوّلت بياسيكا ملكية العائلة في برينستون بنيو جيرسي، وأسمتها جاسنا بولانا إلى نادٍ ريفي.
شاركت جونسون في عدد من المشاريع الخيرية، وخاصةُ في بولندا، من خلال مؤسسة باربارا بياسيكا جونسون التي أسستها في عام 1974. أسست جونسون مدرسة في غدانسك للأطفال المُصابين بالتوحد، وتبرعت للكنيسة في بولندا، ومراكز الرعاية الاجتماعية.
تمتلك جونسون منازل في إيطاليا وبولندا، وعاشت السنوات الأخيرة من حياتها في موناكو. تُوفيت جونسون في بلدها الأصلي بولندا في سوبوتكا، ودُفنت في فروتسواف.
تم عرض لوحات من المجموعة الفنية لبياسيكا جنسون في متحف موناكو من عام 1995 إلى عام 2014. تمت إزالة مجموعتها من الكنيسة في مايو 2014 استعدادًا لبيعها في نهاية المطاف في دار كريستيز للمزادات في يوليو 2014.

## روابط خارجية
- Barbara Piasecka Johnson dead; Huffington Post
- Obituary
- Forbes 400
- Barbara Piasecka Johnson Foundation In Polish